# Raamsingel
De Raamsingel en de Raamvest zijn een tweetal straten en een singel in de Noord-Hollandse stad Haarlem. 
De Raamsingel bevindt zich in de zuidwesthoek van Haarlem-Centrum en begint bij de trekvaart naar Leiden, de Leidsevaart. Hier heet de noordelijke kade Raamvest, en de zuidelijke het Tuinlaantje. Dit gedeelte is het meest recente gedeelte van de singel. De singel wordt in oostelijke richting gekruist door de Wilhelminastraat nabij het Wilsonsplein. Deze straat is aangelegd op de voormalige Westelijke Singelgracht of Oude Zijlsingel, ook stond aan het einde van deze straat de voormalige Raampoort. Bij het plein loopt de singel onder de Raambrug door, waar de singel verder loopt tot aan de Grote Houtbrug. Bij deze brug die aan het einde van de Grote Houtstraat en aan het begin van het Houtplein ligt was vroeger de Grote Houtpoort gelegen. De singel gaat vanaf de Grote Houtbrug verder als de Gasthuissingel. De singel maakte deel uit van de Stadsbuitensingel. 
Sinds 1890 werd jaarlijks de oudste potjesmarkt, een luilakmarkt aan de Raamsingel en -vest gehouden. Deze markt ging traditiegetrouw tot in de late nacht, of soms wel tot de vroege ochtend (Luilak).